# Hounoux
Hounoux (okzitanisch: Onós) ist eine südfranzösische Gemeinde mit 133 Einwohnern (Stand: 1. Januar 2022) im Zentrum des Départements Aude in der Region Okzitanien (vor 2016 Languedoc-Roussillon). Die Gemeinde gehört zum Arrondissement Carcassonne (bis 2017 Limoux) und zum Kanton La Piège au Razès. Die Einwohner werden Honosais genannt.

## Lage
Hounoux liegt etwa 36 Kilometer westsüdwestlich von Carcassonne in der ehemaligen Grafschaft Razès. Umgeben wird Hounoux von den Nachbargemeinden Fenouillet-du-Razès und La Courtète im Norden und Nordosten, Montgradail im Osten und Südosten, Escueillens-et-Saint-Just-de-Bélengard im Süden, Saint-Gaudéric im Südwesten und Westen sowie Orsans im Westen und Nordwesten.

## Bevölkerungsentwicklung
| Jahr                       | 1962 | 1968 | 1975 | 1982 | 1990 | 1999 | 2006 | 2019 |
| Einwohner                  | 150  | 137  | 125  | 108  | 106  | 101  | 124  | 132  |
| Quellen: Cassini und INSEE |      |      |      |      |      |      |      |      |

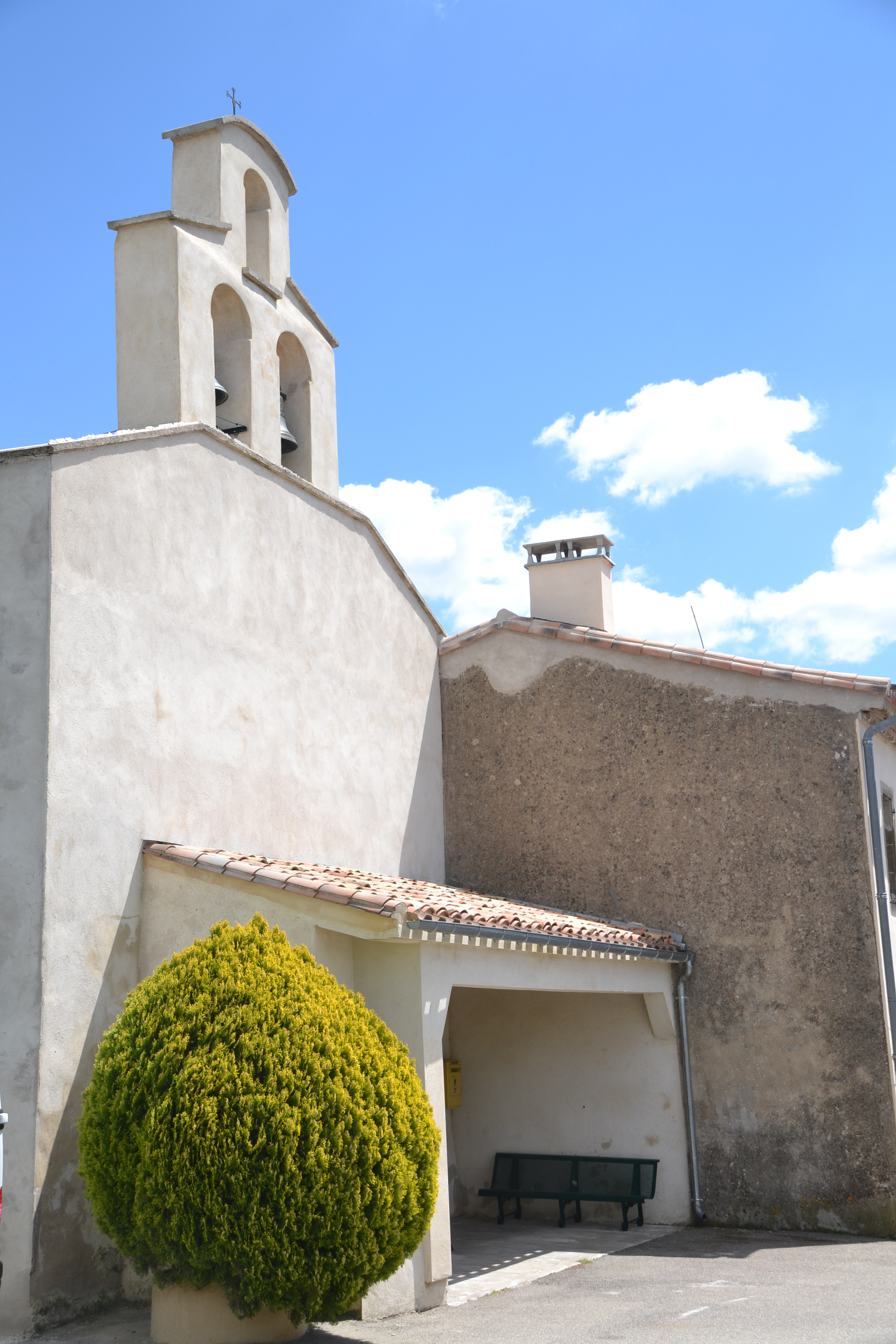
Kirche Saint-Martin
Wasserturm
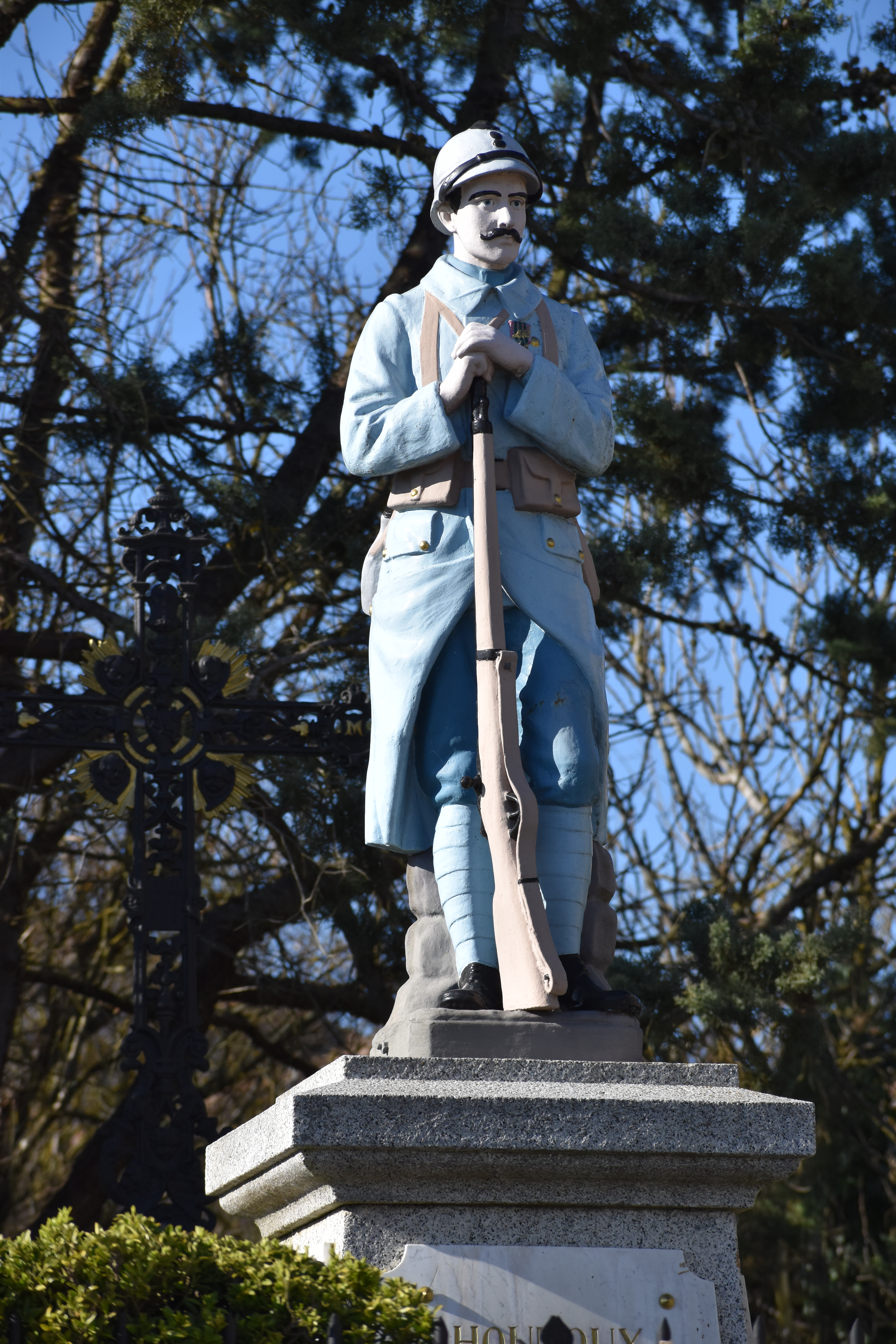
Gefallenendenkmal
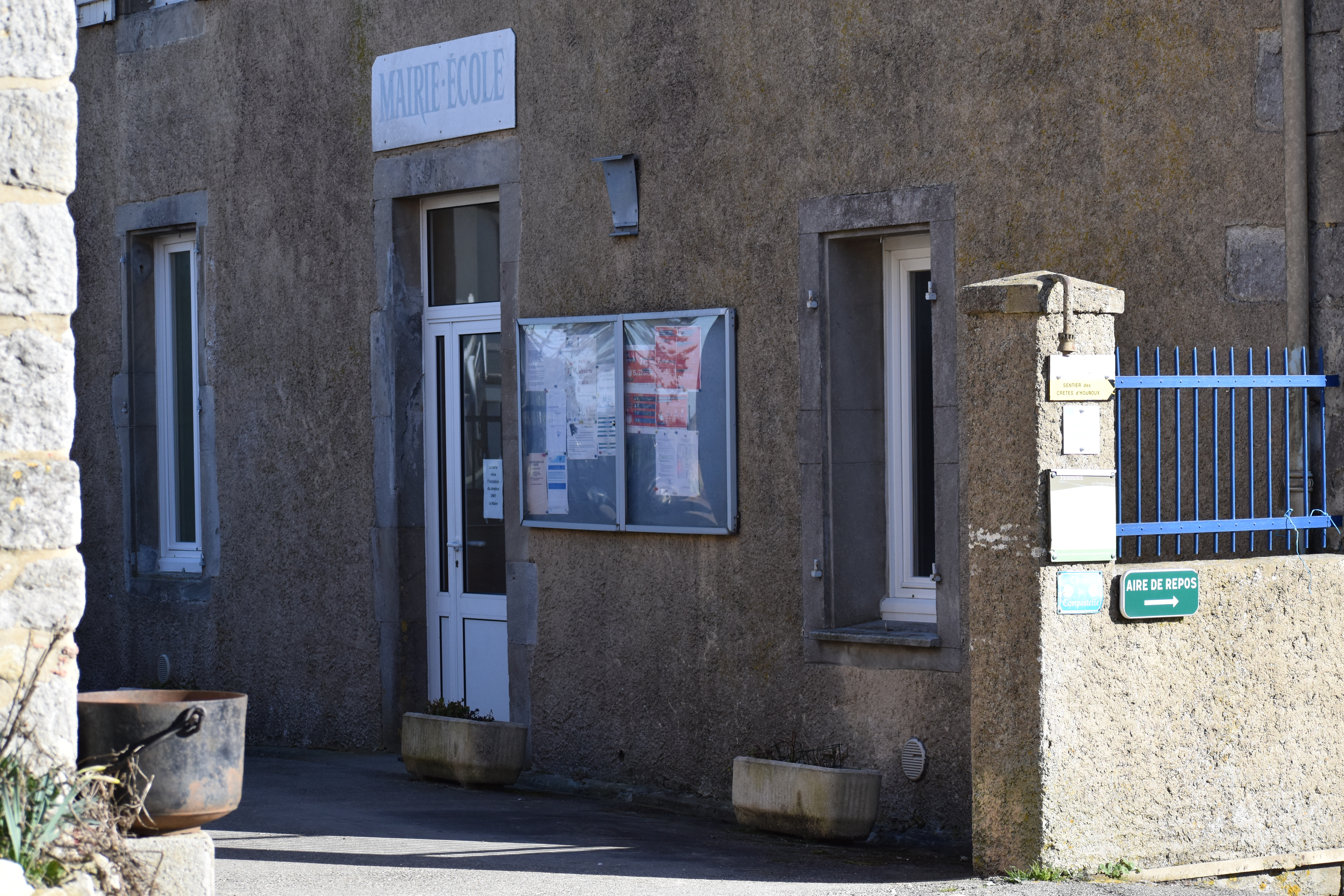
Mairie Hounoux